# Bioreaktor

Bioreaktor z napowietrzeniem, czujnikami, mieszadłem i płaszczem chłodzącym

Bioreaktor, fermentator, fermentor – urządzenie umożliwiające prowadzenie procesów mikrobiologicznych, enzymatycznych, jak również hodowle komórek organizmów wielokomórkowych, skonstruowane w sposób umożliwiający, poprzez pomiar i regulację parametrów, kontrolę procesu produkcyjnego i jego optymalny przebieg, w warunkach maksymalnego ograniczenia lub całkowitego wyeliminowania możliwości zakażeń. 

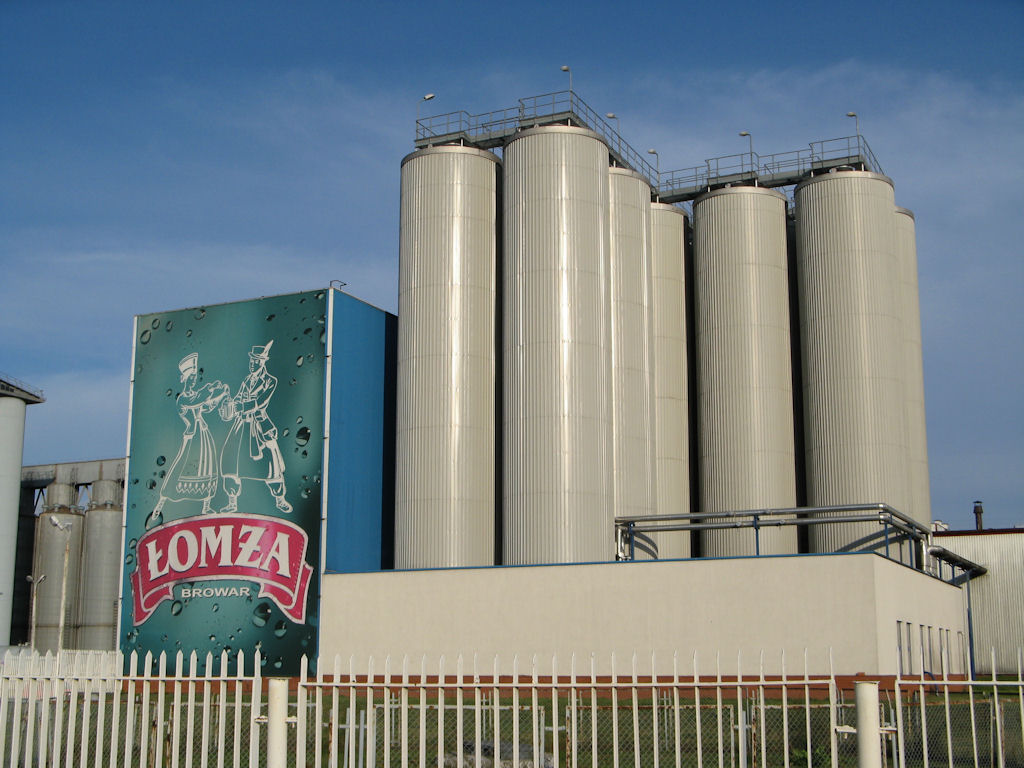
Tankofermentory browarnicze
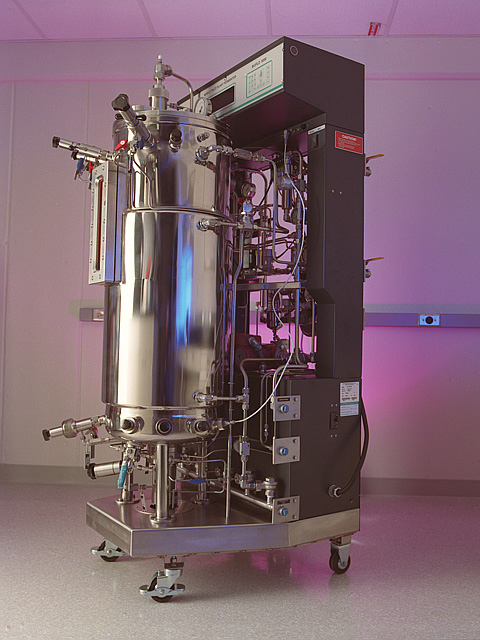
Bioreaktor do badań otrzymywania alkoholu etylowego z celulozy
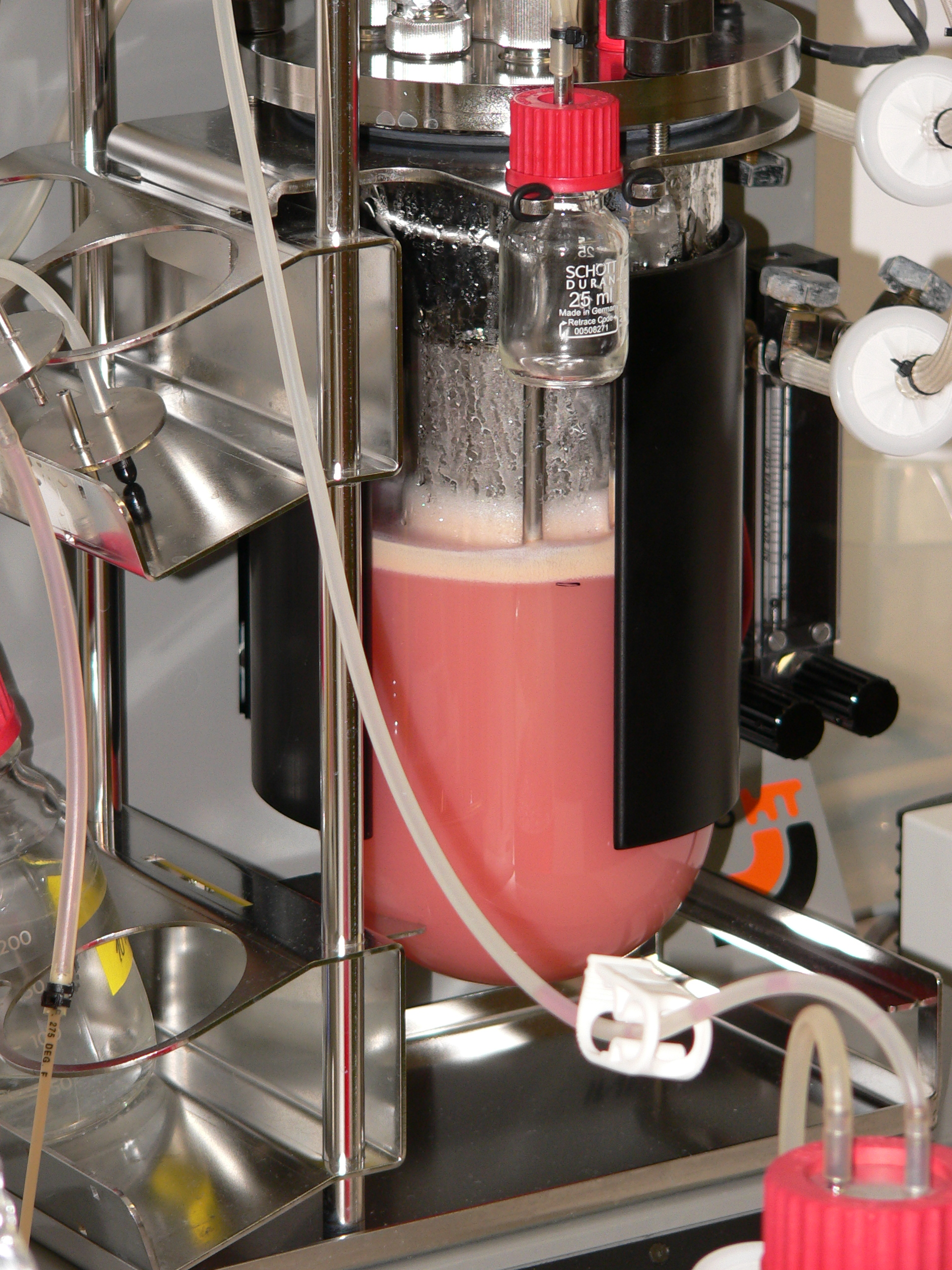
Namnażanie komórek zwierzęcych
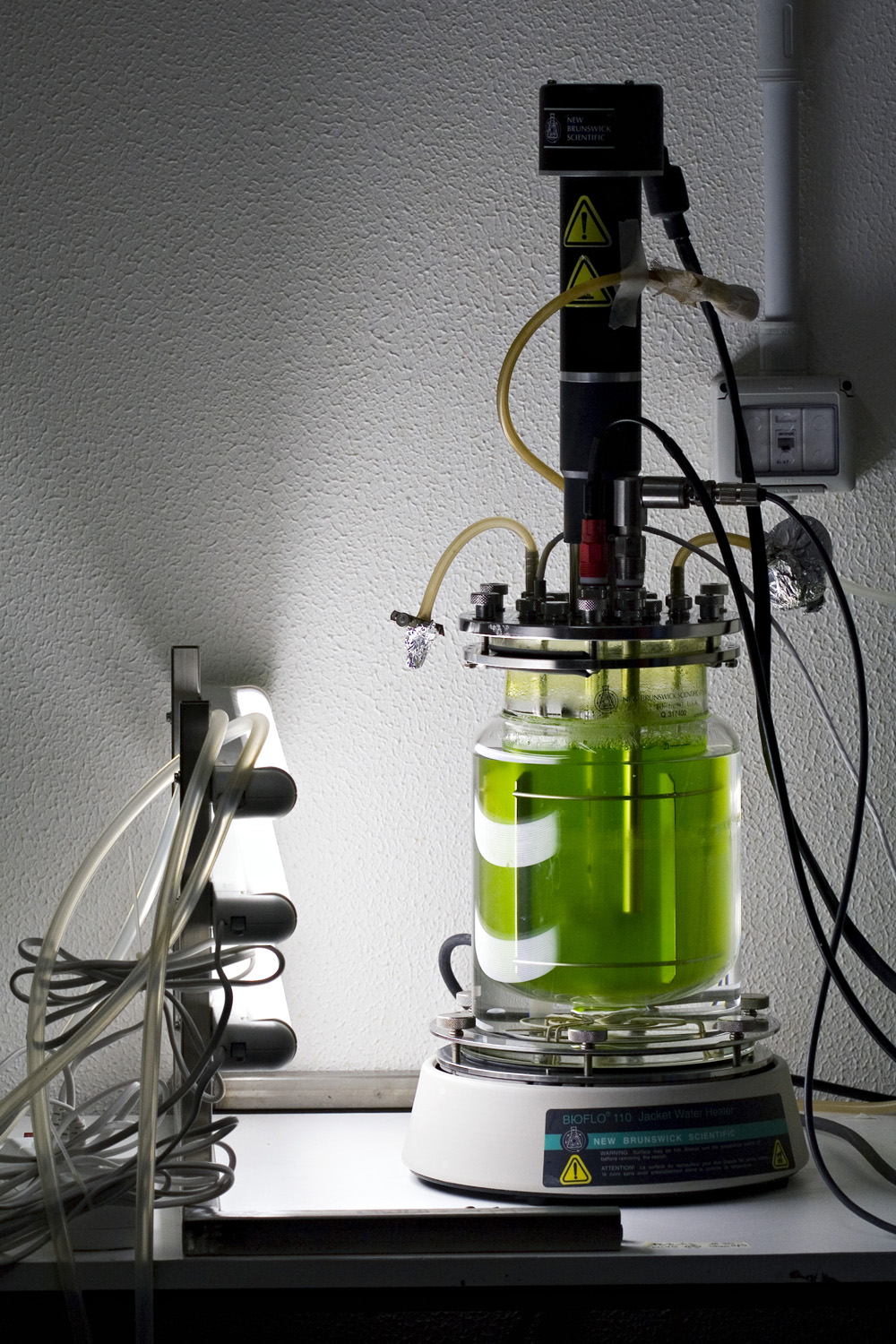
Bioreaktor z algami